# Mroczkowate
Mroczkowate (Vespertilionidae) – kosmopolityczna rodzina ssaków z podrzędu mroczkokształtnych (Vespertilioniformes) w obrębie rzędu nietoperzy (Chiroptera), bardzo szeroko rozprzestrzeniona na całym świecie.

## Charakterystyka
Występują na wszystkich kontynentach (oprócz Antarktydy). Charakteryzują się dość prymitywnym, niezredukowanym uzębieniem. Uszy mają dobrze rozwinięte, duże, a na nich błoniasty wyrostek, tzw. koziołek, prawdopodobnie usprawniający odbieranie wysyłanych przez nie ultradźwięków. Podczas lotu posługują się echolokacją. Na nosie brak brodawek. Ogon mają długi, prawie całkowicie objęty błoną lotną. Podczas snu zimowego mają skrzydła ułożone wzdłuż ciała. Odżywiają się owadami, niektóre większe gatunki także drobnymi kręgowcami.

## Systematyka
Do rodziny mroczkowatych należą następujące podrodziny:
- Vespertilioninae J.E. Gray, 1821 – mroczki
- Kerivoulinae G.S. Miller, 1907 – wełniaczki
- Murininae G.S. Miller, 1907 – tubonosy
- Myotinae Tate, 1942 – nocki

Opisano również kilka rodzajów wymarłych nie sklasyfikowanych w żadnej z podrodzin:
- Karstala Czaplewski & Morgan, 2000[7] – jedynym przedstawicielem był Karstala silva Czaplewski & Morgan, 2001
- Khonsunycteris Gunnell, Simons & Seiffert, 2008[8] – jedynym przedstawicielem był Khonsunycteris aegyptica Gunnell, Simons & Seiffert, 2008
- Plionycteris Lindsay & Jacobs, 1985[9] – jedynym przedstawicielem był Plionycteris trusselli Lindsay & Jacobs, 1985
- Potamonycteris Czaplewski, 1991[10] – jedynym przedstawicielem był Potamonycteris biperforata Czaplewski, 1991
- Premonycteris Hand, Sigé, Archer & Black, 2016[11] – jedynym przedstawicielem był Premonycteris vesper Hand, Sigé, Archer & Black, 2016
- Shanwangia Yang Zhongjian, 1977[12] – jedynym przedstawicielem był Shanwangia unexpectata Yang Zhongjian, 1977
- Sonor Czaplewski, Morgan, Emry, Gignac & O’Brien, 2022[13] jedynym przedstawicielem był Sonor handae Czaplewski, Morgan, Emry, Gignac & O’Brien, 2022
- Synemporion A.C. Ziegler, Howarth & Simmons, 2016[14] – jedynym przedstawicielem był Synemporion keana Ziegler, Howarth & Simmons, 2016.

## Ochrona
Wszystkie gatunki nietoperzy występujące w Polsce podlegają ścisłej ochronie.